# 24Kitchen
24Kitchen é um canal de televisão por assinatura temático que transmite programas de culinária e sobre comida. O canal foi inicialmente lançado pela Fox International Channels Benelux, em cooperação com Jan Dekker Holding, e é distribuído em partes da Europa. 
Uma versão em Alta Definição (HD) do canal também foi disponibilizada. 
O canal foi lançado a 1 de Outubro de 2011 na Holanda, a Dezembro de 2011 na Sérvia, a 1 de Março de 2012 em Portugal e na Bulgária, a 12 de dezembro de 2012 na Turquia.